# Guerras romano-judaicas
Guerras judaico-romanas é o termo genérico que designa a série de revoltas movidas pelos judeus contra a dominação pelo Império Romano. Foram três guerras, mas alguns historiadores consideram que houve apenas duas, descartando a "Guerra de Kitos".

## Primeira guerra
Também chamada de "Grande Revolta Judaica", iniciada em 66 d.C., na província romana da Judeia, e oficialmente encerrada em 70 d.C., embora a luta tenha se prolongado até 73 d.C., com a tomada da fortaleza de Massada. Foi sufocada pelas tropas do comandante romano (e futuro imperador), Vespasiano, secundado por seu filho, Tito. Morreram mais de um milhão de judeus e o Templo de Jerusalém foi destruído, restando apenas o Muro das Lamentações.

## Segunda guerra
Também chamada de "Guerra de Kitos", ocorreu entre os anos 115 e 117, no governo do imperador Trajano. Consistiu em uma revolta das comunidades judaicas da Diáspora (judeus que viviam fora da Judeia), disseminando-se, principalmente, por Cirene (Cirenaica), Chipre, Mesopotâmia e Egito. Foi sufocada pelo comandante romano Lúsio Quieto.

## Terceira guerra
Também chamada de "Revolta de Barcoquebas", ocorreu entre os anos de 132 e 135, durante o governo do imperador Adriano, sendo liderada por Simão Barcoquebas, que alguns consideraram ser o Messias davídico esperado pelos judeus. Foi sufocada pelas tropas do comandante romano Sexto Júlio Severo. Para os historiadores que não consideram a "Guerra de Kitos" como uma das guerras judaico-romanos, esta seria a segunda guerra entre romanos e judeus.

## Outras revoltas
Além dessas guerras, houve também uma rebelião dos judeus da Síria Palestina contra Constâncio Galo, césar do Império Romano, conhecida como "Revolta judaica contra Galo", ocorrida entre 351 e 352, que foi sufocada pelo comandante romano Ursicino. No século V, as Revoltas Samaritanas contra o Império Bizantino inflamaram a região por quase um século.
No século seguinte, os judeus se revoltaram novamente contra o imperador bizantino Heráclio (613).